# Деревій пагорбовий
Деревій пагорбовий, деревій горбковий (Achillea collina (Becker ex Rchb.f.) Heimerl) — вид багаторічних трав'янистих рослин з роду родини складноцвітих або айстрових (Asteraceae).

## Загальна біоморфологічна характеристика

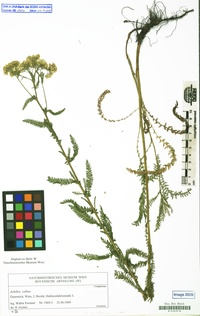
Гербарний зразок Achillea collina в гербарії Ботанічного саду Берліна

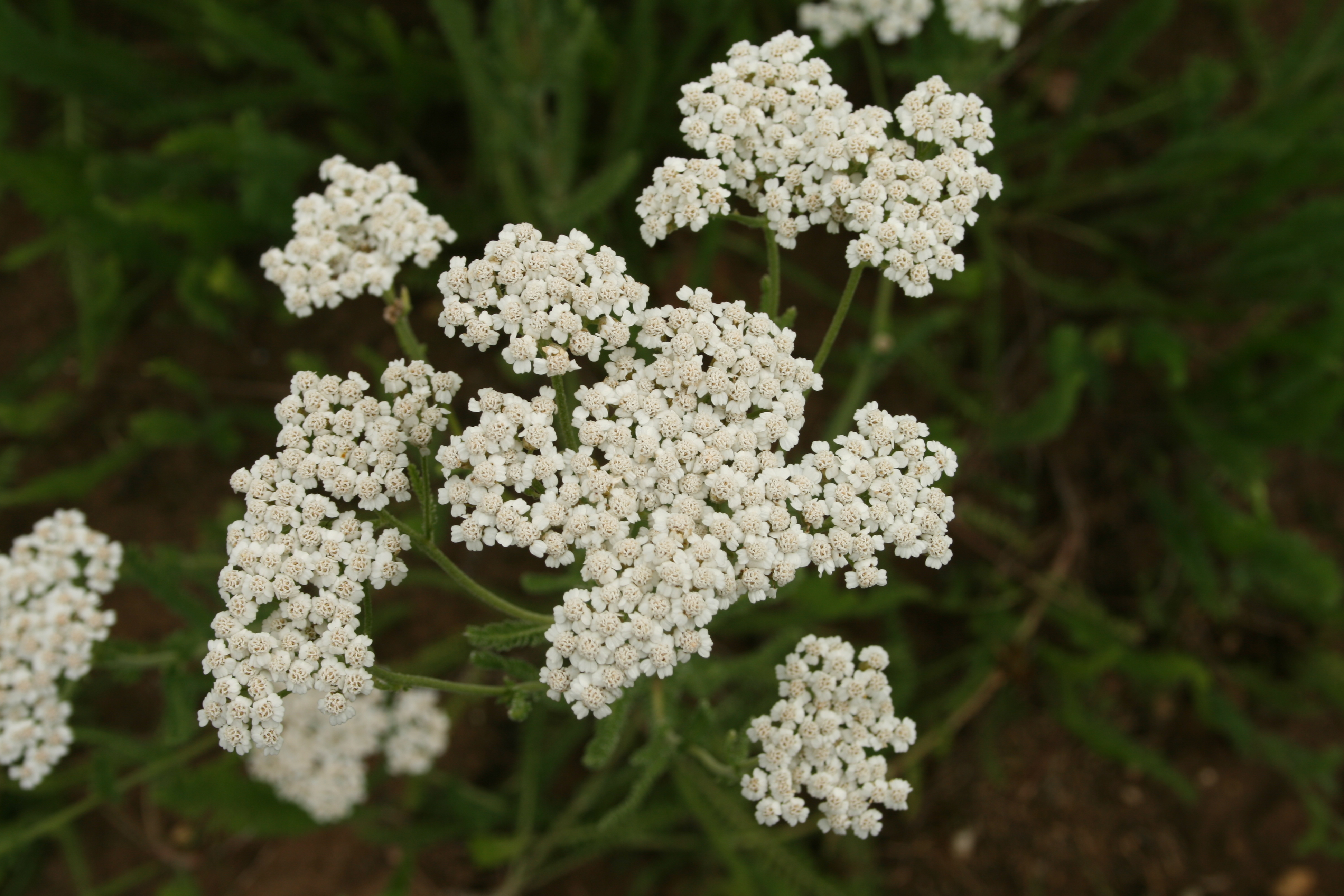
Квітки деревія пагорбового

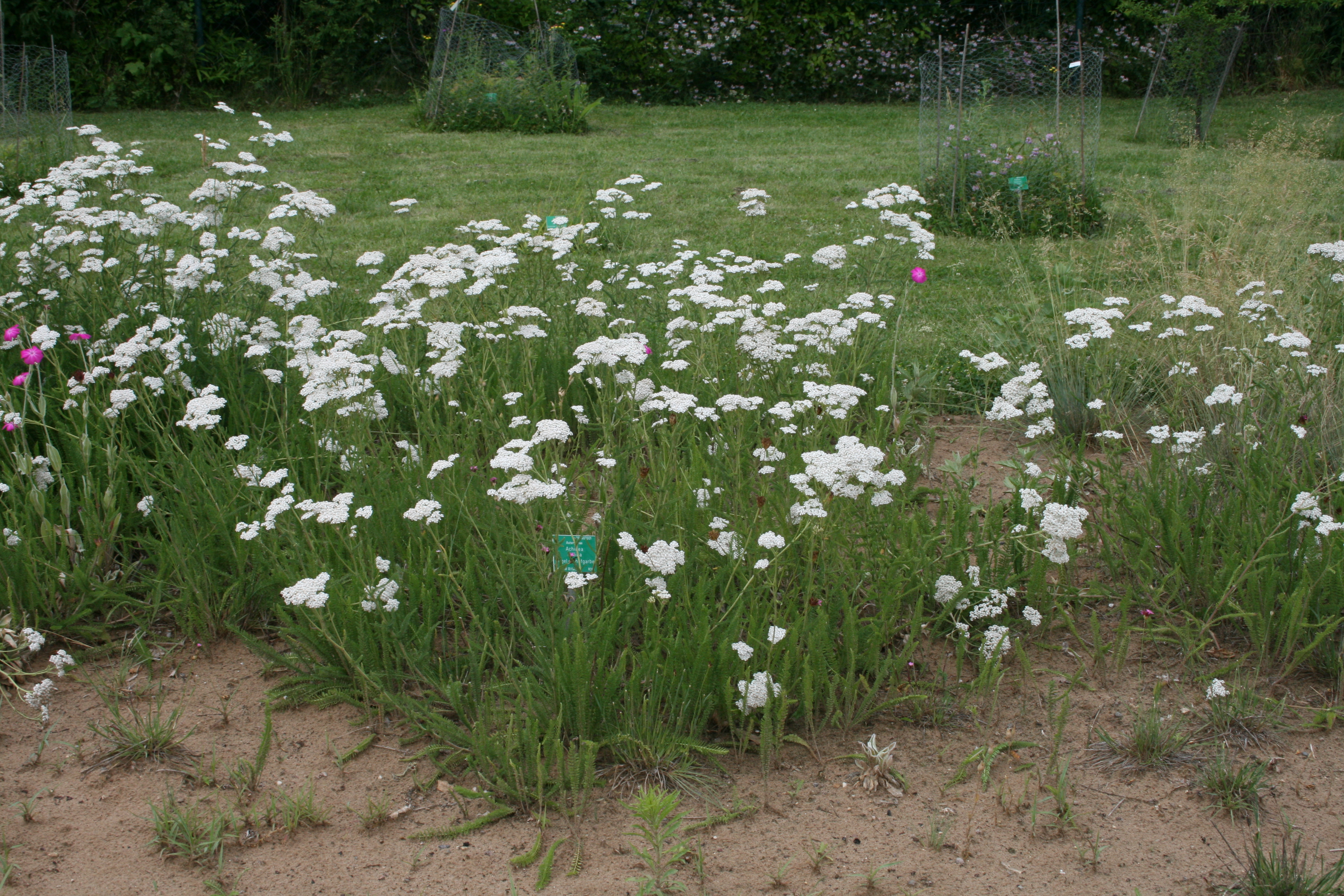
Загальний вигляд рослини. Ботанічний сад Майнца, Німеччина

Трав'янистий багаторічник, 20-80 см заввишки. Кореневище горизонтальне, повзуче, голе або рідко опущене, з довгими підземними пагонами (столонами). Стебла прямостоячі, від основи висхідні, прості або мало гіллясті вгорі, сірувато опушені, біля основи часто червонуваті. Листя до 11 см завдовжки, 0,5-1 (2) мм завширшки, двічі-перисторозсічені, довгасто-ланцетні, з цілокраїм стрижнем, часточки їх яйцеподібні, верхівкові — трикутні або трикутно-ланцетні, з хрящуватим вістрям, уздовж складені і щільно притиснуті один до одного. Кошики яйцеподібні або циліндричні; 3-4 мм завширшки, зібрані у відносно щільні щиткоподібні суцвіття діаметром 5-10 см. Листочки обгортки жовтувато-зелені, з ледь помітною буроватою облямівкою. Крайові язичкові квітки білі або рожеві. Сім'янки довгасто-клиноподібні, 1,6 мм завдовжки. 2n = 36. Цвіте з червня до вересня. Сім'янки дозрівають у серпні-вересні. Маса 1000 насінин 0,1 г.

### Відмінності від деревія звичайного
Деревій пагорбовий схожий на деревій звичайний (Achillea millefolium). Головні відмінності мають листя. У деревія пагорбового вони значно вужче і двічі-перисторозсічені (у деревія звичайного — зазвичай, тричі-перисторозсічені). Відмінності спостерігаються і в кінцевій долі листа — подвженій і лише трохи більшій завдовжки, ніж завширшки.

## Поширення
- Азія
  - Західна Азія: Туреччина
- Європа
  - Середня Європа: Австрія; Чехія; Німеччина; Угорщина; Польща; Словаччина; Швейцарія
  - Східна Європа: Молдова; Україна
  - Південно-Східна Європа: Албанія; Боснія і Герцеговина; Болгарія; Хорватія; Греція; Італія; Північна Македонія; Румунія; Сербія; Словенія
  - Південно-Західна Європа: Франція; Португалія

## Екологія
Росте на сухих сонячних схилах, частіше південно-західної експозиції, а також на лісових галявинах і узліссях у спільнотах сухих і свіжих дібров, в штучних лісових насадженнях, старих садах, по узбіччях доріг, іноді на луках. Добре розвивається на чорноземах і сірих лісових ґрунтах, на щебнистих субстратах кам'янистих схилів, іноді на слабо засолених лугових ґрунтах. Світлолюбний і посухостійкий, проте при тривалих посухах тургор листя падає: суцвіття згортаються і не утворюють повноцінного насіння. Стійкий до низьких температур. Переносить слабке затінення в рідколіссі і на лісових галявинах. Росте групами і розрізнено у складі багатовидового травостою остепнених схилів. Цвіте з червня до вересня; запилюється дрібними комахами. Сім'янки дозрівають у серпні-вересні. Розмножується насінням і підземними повзучими пагонами.

## Гібриди
З деревієм дрібноквітковим (Achillea micrantha Willd) утворює природний гібрид Achillea × illiczevskyi Tzvelev.

## Використання
У траві міститься багато ефірної олії хамазулена, що володіє протизапальною і протиалергічною дією. У період цвітіння вміст ефірної олії становить (% сирої маси): в суцвіттях — 0,31, листі — 0,14 і в стеблах — 0,04.
На пасовищі до цвітіння поїдається тваринами.